# Jog&shuttle videóvágó eszköz

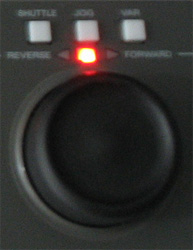
Jog&shuttle egy videómagnón.

A jog&shuttle videovágó eszköz (angolul jog&shuttle controller) egy olyan egér formájú USB-dugasszal ellátott eszköz, amelyen gombok, tárcsa és gyűrű található. Az eszközt – ellentétben az egérrel – nem kell mozgatnunk az asztalon.
Felhasználási területe a videoszerkesztés és -vágás. A hagyományos alfanumerikus billentyűzeten minden fontos – a videoszerkesztésben hasznos – gyorsgomb rendelkezésünkre áll, de a munkafolyamatokat nagyban felgyorsítja egy jog&shuttle eszköz beszerzése.

## Formája, részei
Két fő részből áll:
- nyomógombok
- jog&shuttle rész

Különféle eszközzel találkozhatunk a piacokon, a belépő szintű 5 gombos, a középkategóriás 10-15 gombos és az akár több sorba rendezett címkézhető gombokat tartalmazó professzionális kivitellel, sőt jelent már meg olyan billentyűzet is, amelybe építettek jog&shuttle részt; sőt két jog&shuttle-t tartalmazó eszköz sem ritka a profi film- vagy tv-stúdiókban, amellyel két kézzel tudunk szerkeszteni.

### Nyomógombok
A belépő szintű 5 nyomógomb a legfontosabb funkciókra programozható. A vágás, törlés és beillesztésen kívül lehetőség van minden gombot kedvünkre beprogramozni, amit megtehetünk a videoszerkesztő program beállításaiban.

### Jog&shuttle
Egy tárcsát és azt körülvevő gyűrűt tartalmaz.
A tárcsa funkciója: jog, azaz léptetés. Az idővonalra illesztett kliprészletben képkockáról képkockára lépdelhetünk a tárcsát kissé jobbra vagy balra mozdítva. A lépdelés addig tart, amíg mozgatjuk a tárcsát. Gyors mozgatásra gyorsan pörög a film; ha megállunk, a léptetés is megáll, így könnyen a megfelelő képkockához tudunk ugrani.
A gyűrű szerepe shuttle, de ennek a funkciója a pásztázás (panning, scan), amely hosszabb intervallumos lépdelést tesz lehetővé.

## Képgaléria

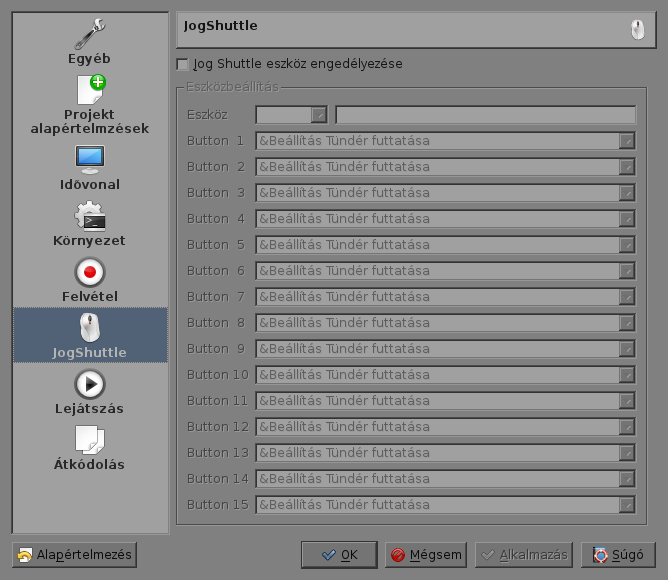
Jog&shuttle beállítóablak a Kdenlive videoszerkesztőben.
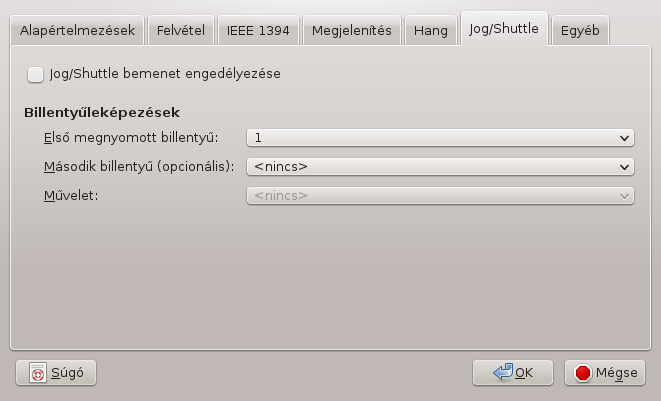
Jog&shuttle beállítóablak a Kino videoszerkesztőben.
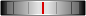
Jog&shuttle képe az Avidemux videoszerkesztőben.